# Annona reticulata
Annona reticulata este o specie de plante angiosperme din genul Annona, familia Annonaceae, descrisă de Carl von Linné. Conform paginii de internet "Catalogue of Life", specia Annona reticulata nu are subspecii cunoscute.